# آلفا رومئو

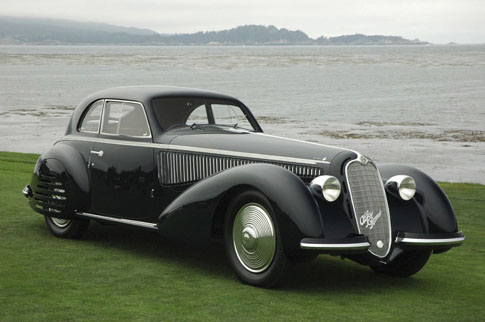
آلفارومئو ۸سی، مدل سال ۱۹۳۸

آلفا رومئو (به انگلیسی: Alfa Romeo) شرکت خودروسازی ایتالیایی است، که در سال ۱۹۱۰ در میلان تأسیس شد و از سال ۱۹۱۱ تولیدکننده خودروهای ویژه مسابقات اتومبیل‌رانی نیز می‌باشد. امروزه شهرت این برند بیشتر به تولید خودروهای اسپورت گران‌قیمت است. هم‌اکنون این شرکت زیرمجموعه گروه استلانتیس است.
شرکتی که تحت عنوان آلفا رومئو معروف شد، در سال ۱۹۰۶ توسط بازرگان فرانسوی؛ الکساندر داراک که مالک یک بنگاه خودروهای فرانسوی به‌نام داراک بود، به همراه چند سرمایه‌گذار انگلیسی تحت نام شرکت آلفا تأسیس شد. در ماه اوت سال ۱۹۱۵ شرکت آلفا تحت مدیریت نیکولا رومئو قرار گرفت، که در پی آن در سال ۱۹۲۰ نام شرکت به آلفا رومئو تغییر پیدا کرد.
این شرکت در طول سال‌های ۱۹۳۲ تا ۱۹۸۶ توسط شرکت فین‌مکانیکا که بازوی صنعتی شرکت دولتی انگلیسی ایستیتوت پرلا ریکوسترازیونه بود، اداره می‌شد. در ۱۹۸۶ شرکت خودروسازی فیات، آلفارومئو را از دولت انگلیس خریداری کرد و از فوریه ۲۰۰۷ تا ژانویه ۲۰۲۱ این شرکت به‌عنوان یکی از شرکت‌های تابعه شرکت فیات محسوب می‌شد. هم‌اکنون این شرکت زیرمجموعه گروه استلانتیس است.
نشان آلفارومئو از ۲ بخش تشکیل شده‌است که با تاریخ شهر لندن، زادگاه این شرکت گره خورده است. یک صلیب سرخ با زمینه سفید که پرچم انگلیس است و یک اژدهای تاجدار که در حال بلعیدن یک مسلمان مور می‌باشد و متعلق به دوران جنگ‌های صلیبی می‌باشد.

## تاریخچه

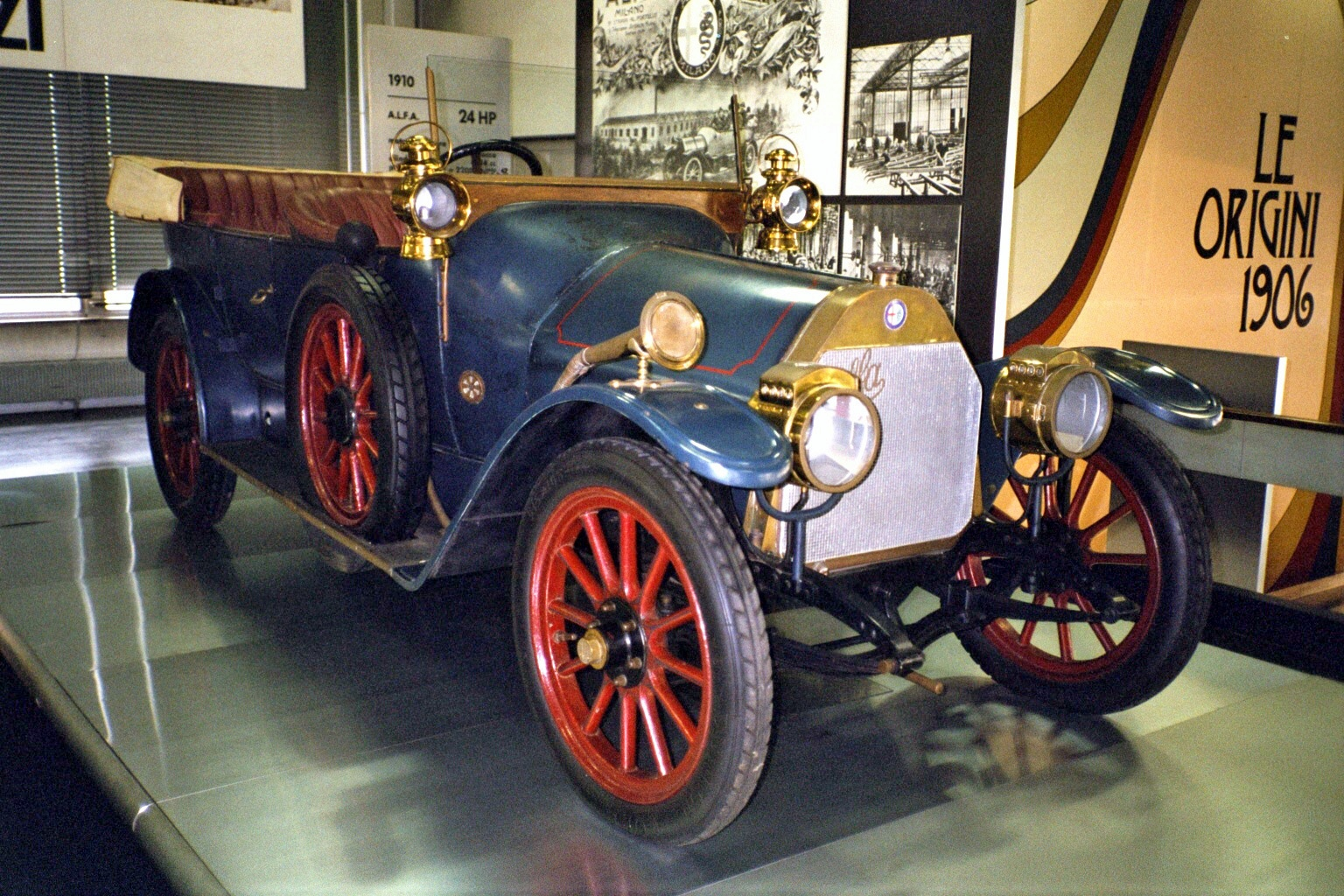
آلفا ۲۴ اچ‌پی نخستین خودروی تولید شده در آلفارومئو

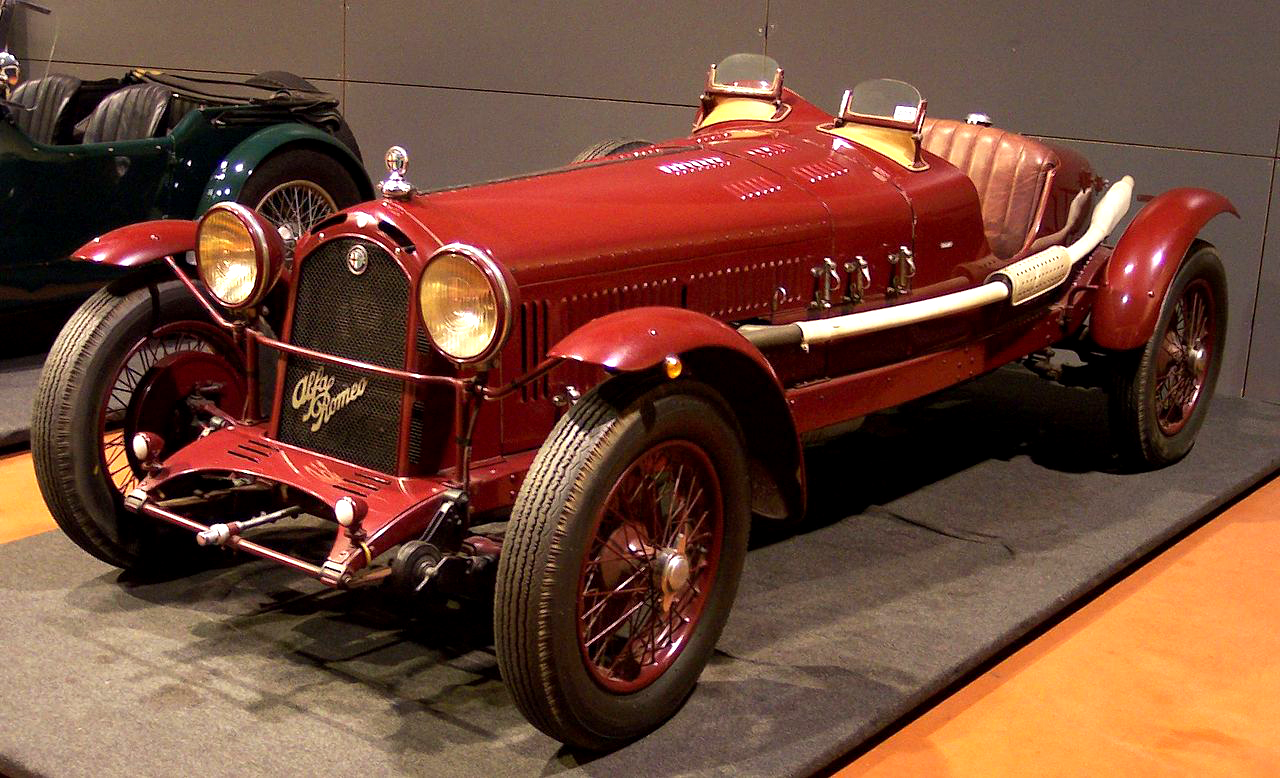
آلفارومئو سوپراسپورت ۱۹۲۹

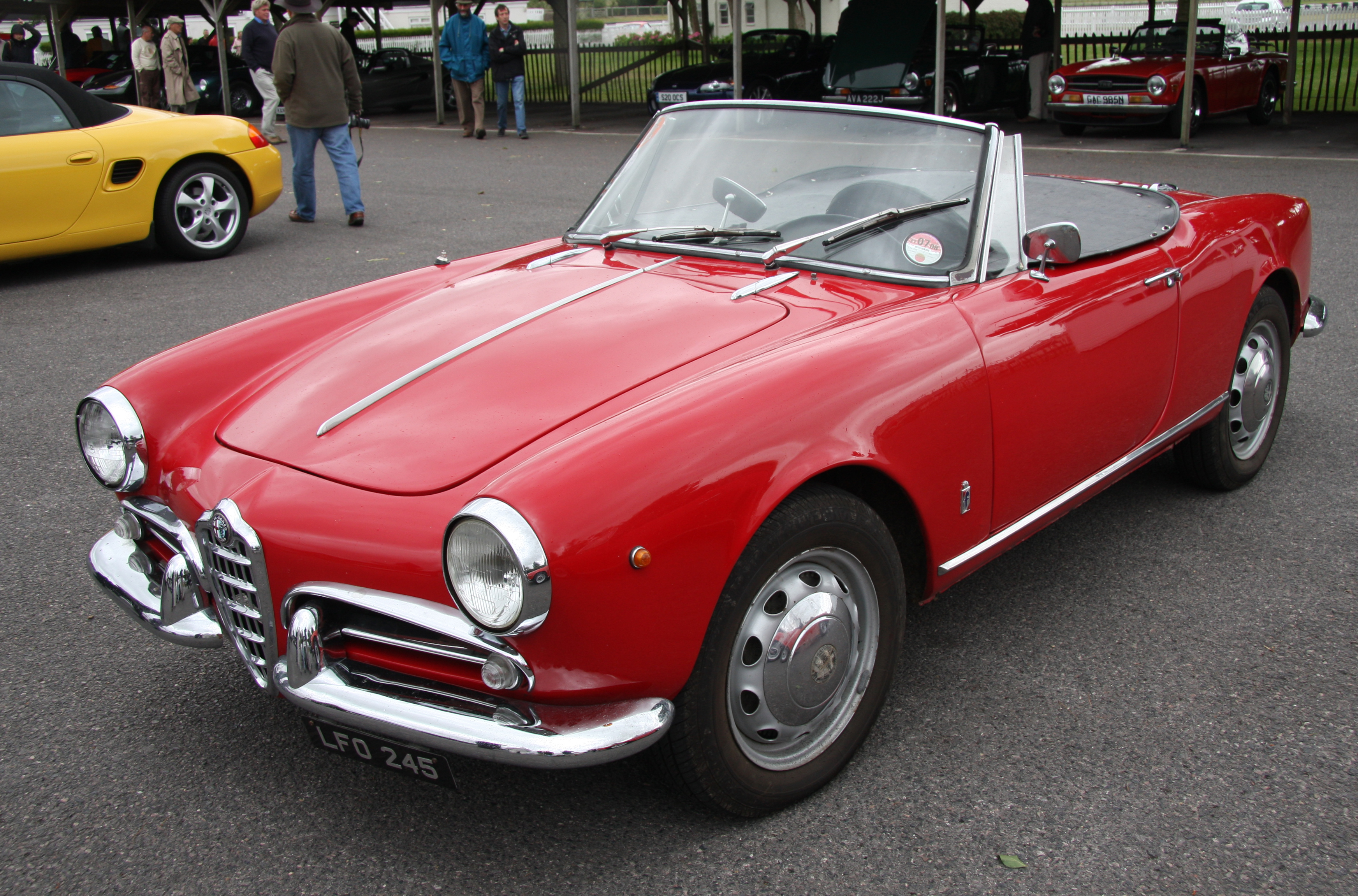
آلفارومئو اسپایدر

شرکت اس‌ای‌آی‌دی مخفف سوسیتا انونیما ایتالیانا داراک (به ایتالیایی: Società Anonima Italiana Darracq) که سپس نام آن به آلفا و در نهایت به آلفا رومئو تغییر پیدا کرد، در سال ۱۹۰۶ توسط شرکت خودروسازی فرانسوی داراک (متعلق به الکساندر داراک) با مشارکت شماری از سرمایه‌گذاران ایتالیایی که شناخته شده‌ترین آنها؛ هوگو استلا بود، در شهر ناپل، ایتالیا تأسیس شد. اما در اوایل ساخت کارخانه، شرکت فرانسوی داراک، شهر میلان را مناسب‌تر برای ساخت کارخانه دانست و در نهایت کارخانه آن به شهر میلان منتقل گردید.
در سال‌های ابتدایی شرکت به مونتاژ خودروهای داراک می‌پرداخت، ولی در سال ۱۹۱۰ یوگو استلا و دیگر شرکای ایتالیایی با ایجاد تغییرات اساسی در شرکت به قصد تولید خودرو با مشارکت داراک ولی با برند خود، نام شرکت را نیز به آلفا مخفف آنونیما لومباردا فابریکا اتومبیلی تغییر دادند.
نخستین خودرو تولید شده در این شرکت آلفارومئو ۲۰/۳۰ اچ‌پی بود، که در سال ۱۹۱۰ به بازار خودروی ایتالیا عرضه شد، که طراحی آن توسط جوزپه مروسی انجام گرفته بود. در سال ۱۹۱۵ مالکیت شرکت به‌دست کارآفرین ایتالیایی؛ نیکولا رومئو افتاد و رومئو با ادغام این شرکت با شرکت هلدینگ رومئو و چند شرکت کوچک دیگر، فهرست محصولات تولیدی را نیز به انواع موتور هواپیما و کمپرسور، ژنراتور، لوکوموتیو و واگن‌های قطار گسترش داد. در سال ۱۹۲۰ در پی تکمیل فرایند ادغام شرکت‌ها، نام آن نیز به آلفا رومئو تغییر یافت.
در سال ۱۹۲۸ با پایان قرارداد دفاعی دولت ایتالیا با شرکت آلفا رومئو، نیکولا رومئو این شرکت را ترک کرد و سهام خود را نیز به دولت ایتالیا واگذار نمود. در سال ۱۹۳۲ دولت ایتالیا کنترل شرکت در حال نابودی را بدست گرفته و مدیریت آلفا رومئو را به شرکت فین‌مکانیکا که بازوی صنعتی شرکت دولتی ایتالیایی ایستیتوت پرلا ریکوسترازیونه بود، واگذار کرد.
در سال ۱۹۸۶ در پی ضرر شدید، این شرکت به‌همراه شماری از شرکت‌های تحت مالکیت دولت ایتالیا، رومانو پرودی در جایگاه مدیر کل مجموعه‌ای از شرکت‌های دولتی که آلفا رومئو نیز جزء آن‌ها بود، تمایل دولت برای فروش آن‌ها را اعلام کرد. سپس پرودی برای فروش آلفا رومئو با شرکت فیات وارد مذاکره شد.
فیات ابتدا به دلیل برخی مسائل حزبی، تمایل به خرید آلفا رومئو نداشت، ولی با ابراز تمایل کردن فورد برای خرید بخش‌هایی از آلفا رومئو، فیات نیز برای جلوگیری از ورود رقیب به بازار خودروسازی ایتالیا، وارد عمل شد و با تعهد خریداری کلیه سهام آلفا رومئو و نگهداشتن کلیه کارکنان و کارگران، مالکیت آلفا رومئو را بدست گرفت.

## خودروهای تولید شده

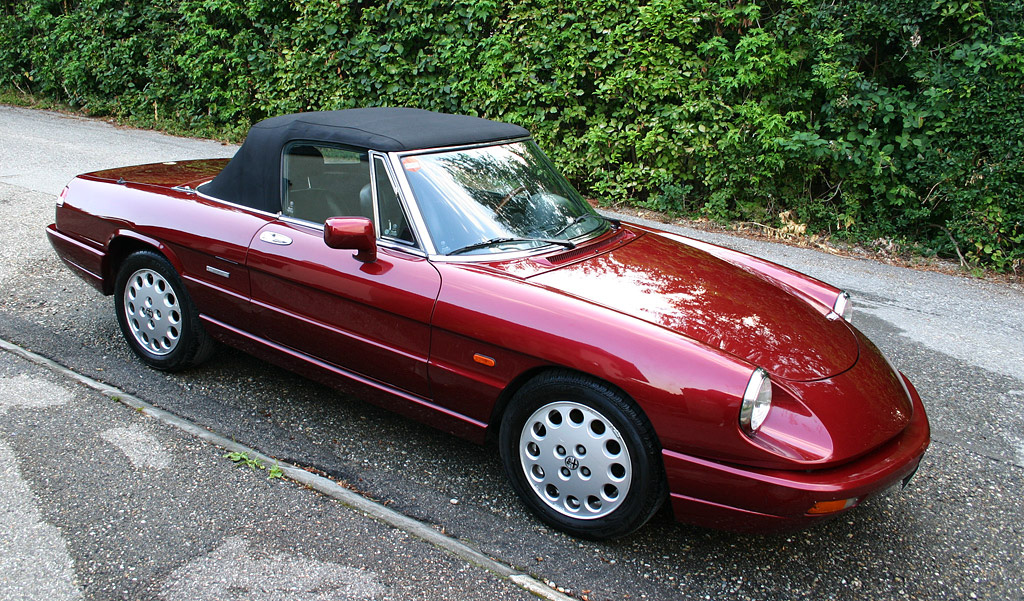
آلفارومئو اسپایدر سری ۲

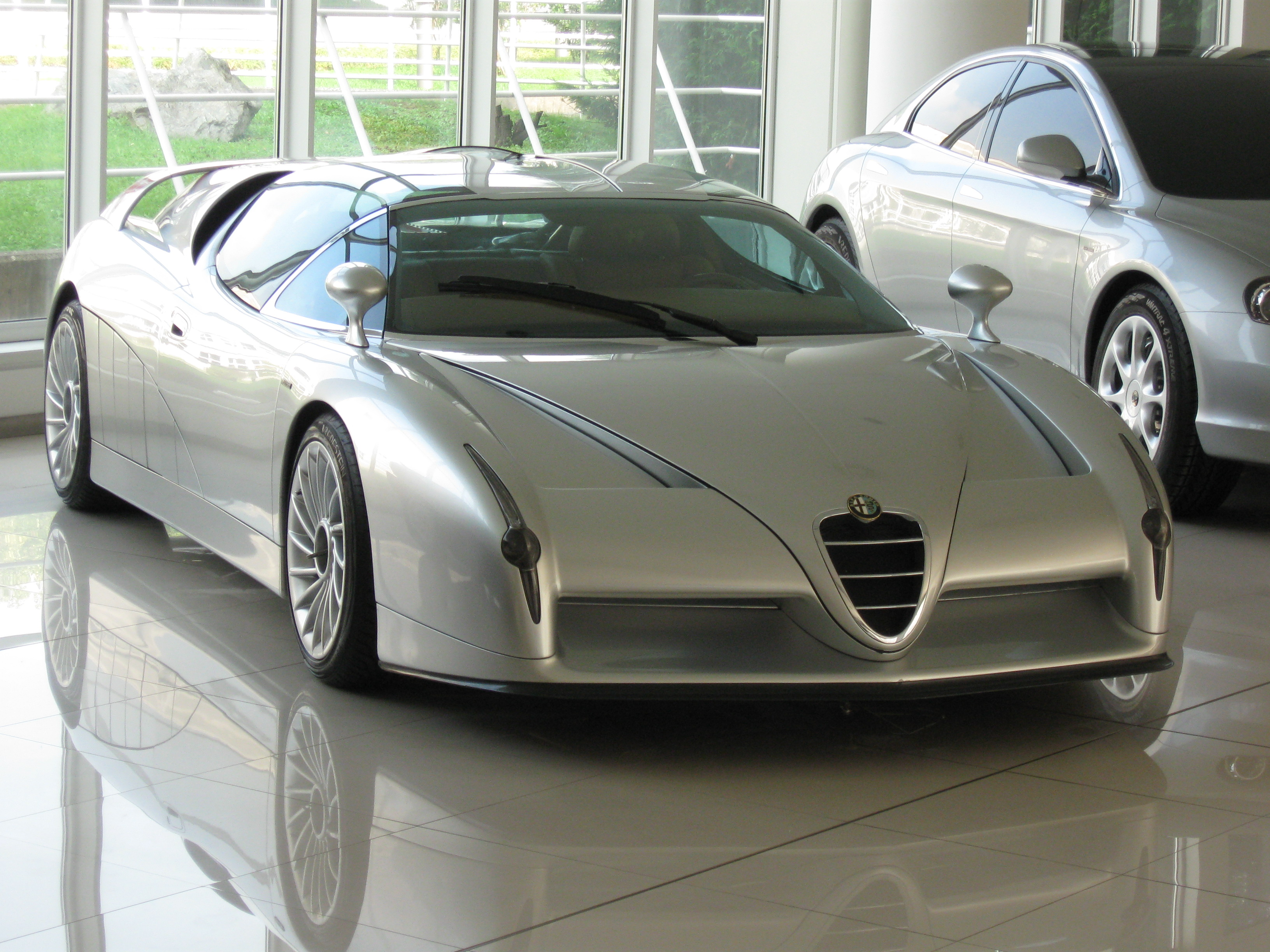
آلفارومئو سیگرا مدل سال ۲۰۰۹

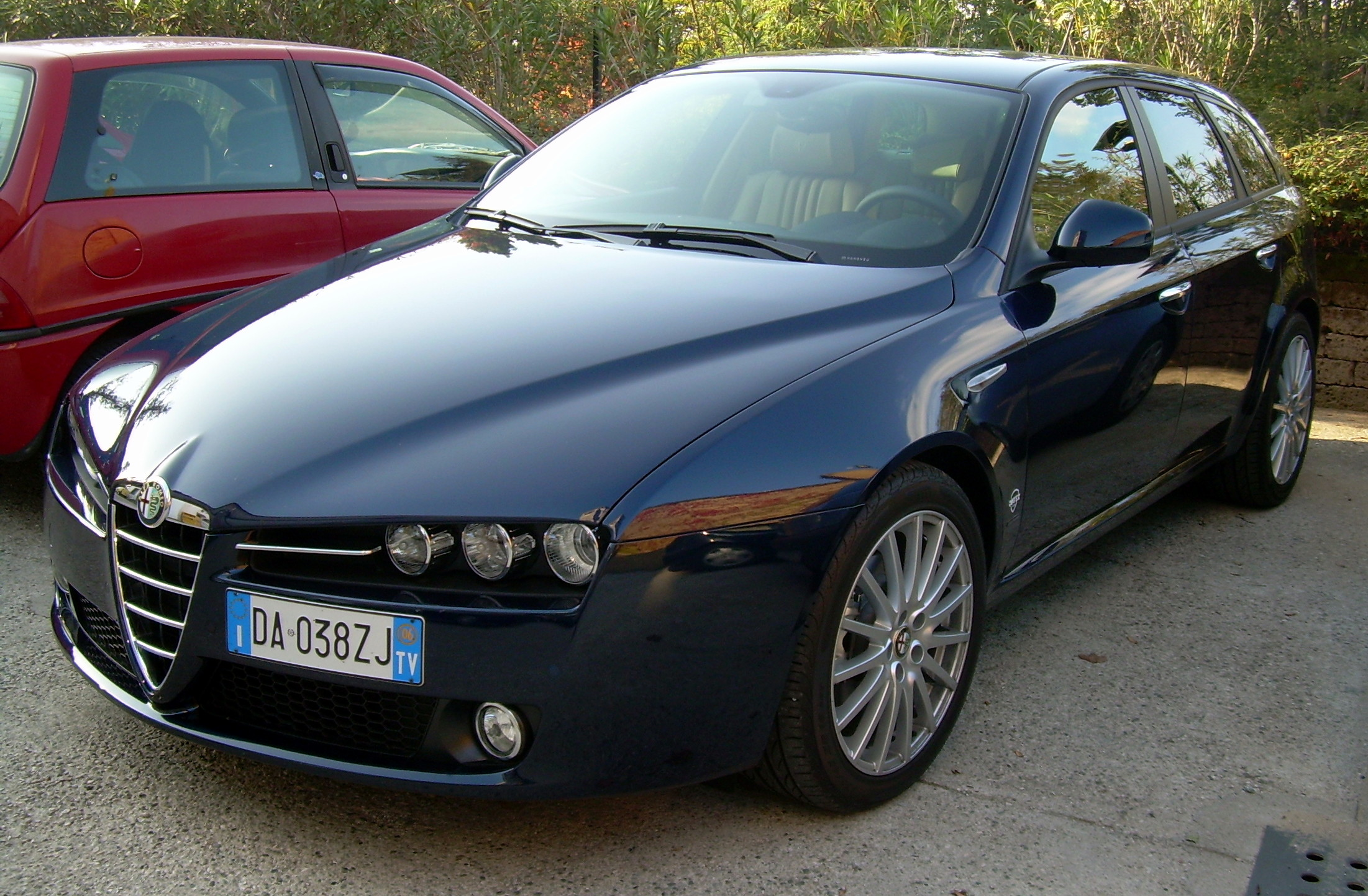
آلفارومئو ۱۵۹

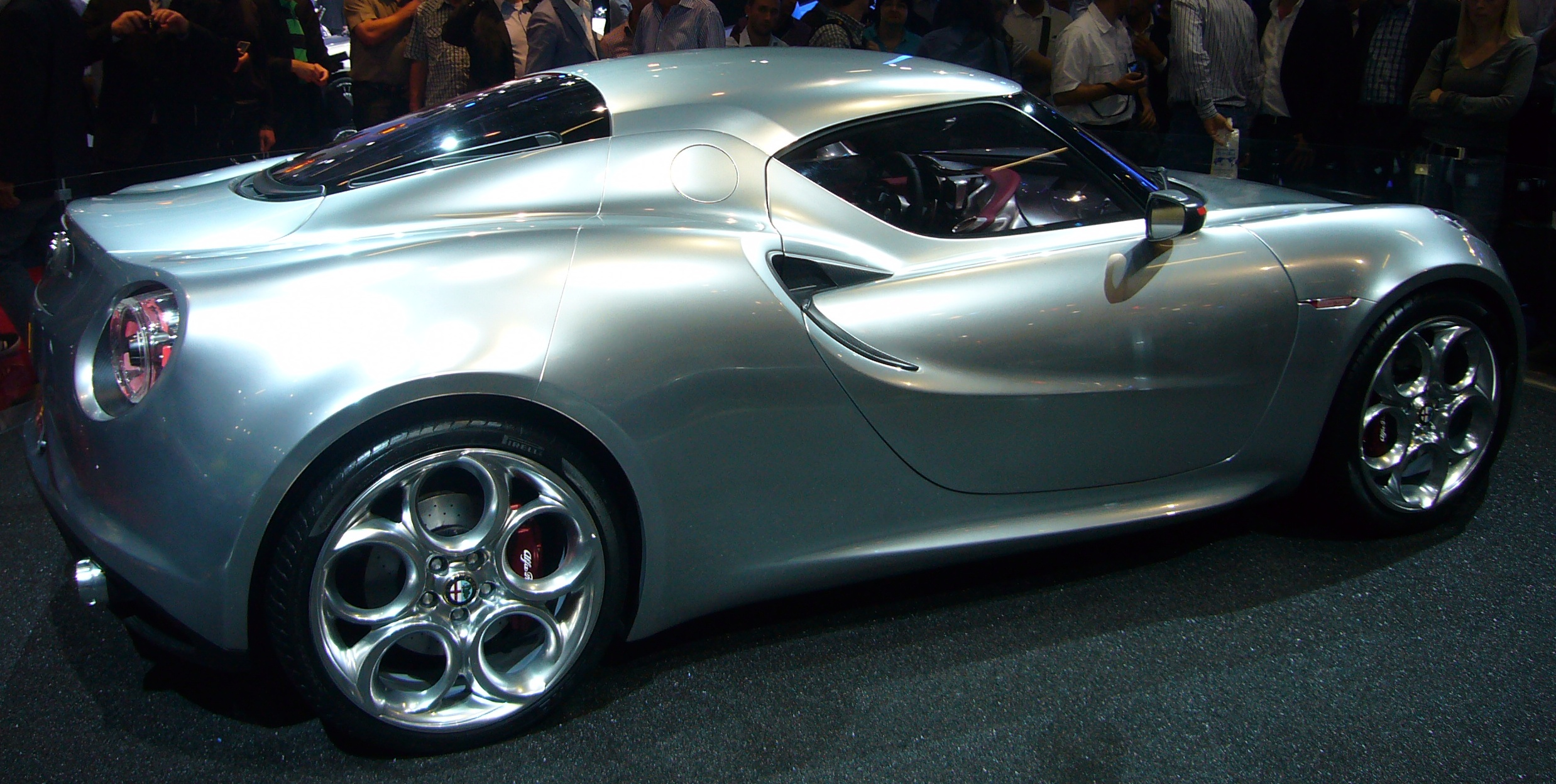
آلفارومئو ۴سی مفهومی

### مدل‌های پیشین
| خودروهایی تاریخی | خودروهایی تاریخی |
| ---------------- | --- |
| ۱۹۱۰             | ۱۹۱۰–۱۹۱۳ آلفا ۲۴ اچ‌پی ۱۹۱۳–۱۹۲۲ آلفا ۴۰ اچ‌پی |
| ۱۹۲۰             | ۱۹۲۱–۱۹۲۲ آلفارومئو جی۱ ۱۹۲۲–۱۹۲۷ آلفارومئو آرال ۱۹۲۴–۱۹۳۲ آلفارومئو پی۱/پی۲/پی۳ ۱۹۲۷–۱۹۲۹ آلفارومئو ۶سی ۱۷۰۰ |
| ۱۹۳۰             | ۱۹۳۱–۱۹۳۴ آلفارومئو ۸سی ۲۳۰۰ ۱۹۳۳–۱۹۳۳ آلفارومئو ۶سی ۱۹۰۰ ۱۹۳۴–۱۹۳۹ آلفارومئو ۶سی ۲۳۰۰ ۱۹۳۷–۱۹۳۹ آلفارومئو ۸سی ۲۹۰۰ ۱۹۳۷–۱۹۵۱ آلفارومئو تیپ ۱۵۹                                                                           |
| ۱۹۴۰             | |
| ۱۹۵۰             | ۱۹۵۰–۱۹۵۹ آلفارومئو ۱۹۰۰ ۱۹۵۲–۱۹۵۳ آلفارومئو دیسکو ولانته ۱۹۵۲–۱۹۵۴ آلفارومئو ماتا ۱۹۵۴–۱۹۶۴ آلفارومئو جولیت ۱۹۵۷–۱۹۶۲ آلفارومئو ۲۰۰۰                                                                                     |
| ۱۹۶۰             | ۱۹۶۰–۱۹۶۴ آلفارومئو دوفین ۱۹۶۱–۱۹۶۹ آلفارومئو ۲۶۰۰ ۱۹۶۲–۱۹۷۸ آلفارومئو جیولیا ۱۹۶۳–۱۹۶۷ آلفارومئو جیولیا تی‌زد ۱۹۶۵–۱۹۷۱ آلفارومئو جی‌تی‌ای ۱۹۶۶–۱۹۹۳ آلفارومئو اسپایدر ۱۹۶۷–۱۹۷۳ آلفارومئو تیپو ۳۳ ۱۹۶۸–۱۹۷۱ آلفارومئو ۱۷۵۰ |
| ۱۹۷۰             | ۱۹۷۰–۱۹۷۷ آلفارومئو مونترآل ۱۹۷۱–۱۹۷۶ آلفارومئو ۱۷۵۰ ۱۹۷۲–۱۹۸۳ آلفارومئو آلفاسود ۱۹۷۲–۱۹۸۴ آلفارومئو آلفتا ۱۹۷۴–۱۹۸۶ آلفارومئو جی‌تی‌وی و اسپایدر ۱۹۷۶–۱۹۸۹ آلفارومئو اسپرینت ۱۹۷۹–۱۹۸۶ آلفارومئو آلفا ۶                    |
| ۱۹۸۰             | ۱۹۸۳–۱۹۹۴ آلفارومئو سری ۳۳ ۱۹۸۳–۱۹۸۶ آلفارومئو آرنا ۱۹۸۴–۱۹۸۷ آلفارومئو ۹۰ ۱۹۸۵–۱۹۹۲ آلفارومئو ۷۵ ۱۹۸۷–۱۹۹۷ آلفارومئو ۱۶۴ ۱۹۸۹–۱۹۹۳ آلفارومئو اس‌زد                                                                        |
| ۱۹۹۰             | ۱۹۹۲–۱۹۹۸ آلفارومئو ۱۵۵ ۱۹۹۴–۲۰۰۱ آلفارومئو ۱۴۵ ۱۹۹۵–۲۰۰۰ آلفارومئو ۱۴۶ ۱۹۹۴–۲۰۰۵ آلفارومئو اسپایدر ۱۹۹۸–۲۰۰۷ آلفارومئو ۱۶۶                                                                                               |
| ۲۰۰۰             | ۲۰۰۰–۲۰۱۰ آلفارومئو ۱۴۷ ۲۰۰۴–۲۰۱۰ آلفارومئو جی‌تی ۲۰۰۵–۲۰۱۱ آلفارومئو ۱۵۹ ۲۰۰۵–۲۰۱۰ آلفارومئو بررا ۲۰۰۶–۲۰۱۰ آلفارومئو اسپایدر ۲۰۰۷–۲۰۱۰ آلفارومئو ۸سی کومپتزیون                                                           |

### مدل‌های ون
| آلفارومئو رومئو | آلفارومئو ای‌آر۶ | آلفارومئو ای‌آر۸ | آلفارومئو ماتا | آلفارومئو اف۱۲ |
| --------------- | --------------- | --------------- | -------------- | -------------- |
|                 |                 |                 |                |                |

### مدل‌های فعلی
| آلفارومئو میتو | آلفارومئو جولیتا (۲۰۱۰) | آلفا رومئو ۴سی |
| -------------- | ----------------------- | -------------- |
|                |                         |                |

## مسابقات اتومبیلرانی

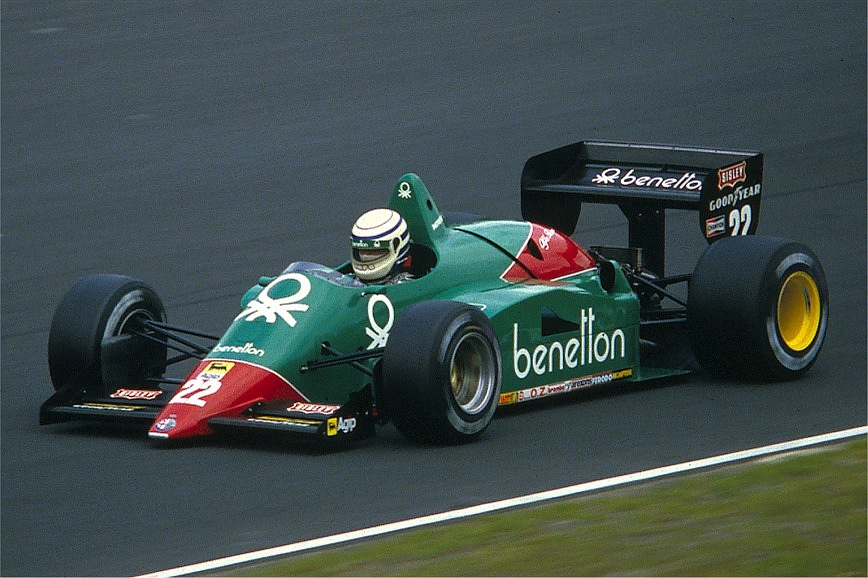
ریکاردو پاتریس با خودرو آلفارومئو ۱۸۴ تی، در سال ۱۹۸۵

آلفا رومئو در بسیاری از زمینه‌ها و دسته‌های موتورهای اسپرت توانسته رقابت موفقی داشته باشد. دسته‌هایی مانند موتور مسابقه‌ای گرند پریکس فرمول یک، ماشین‌های مسابقه‌ای اسپرت، مسابقات تورینگ و رالی. این شرکت در هر دو زمینهٔ ساخت خودرو و تولید موتور، در بخش‌های کاملاً اختصاصی یا بخش‌های قراردادی که معمولاً تحت نام آلفا کورس یا اتو دلتا انجام می‌شد، توان رقابت داشت.
نخستین خودرو مسابقه‌ای ساخته شده در این کارخانه در سال ۱۹۱۳ تولید و ساخته شد. این اتفاق سه سال پس از تأسیس شرکت آلفا افتاد و به واسطهٔ همین محصول شرکت آلفا رومئو موفق به دریافت جایزهٔ رقابت‌های جهانی برای خودروهای گرند پیریکس در سال ۱۹۲۵ شد.
این شرکت توانست شهرت قابل قبولی برای خود کسب کند، که این امر تصویر کاملاً جدیدی را از خودروهای مارکو در ذهن همگان ایجاد کرد. انزو فراری در سال ۱۹۲۹ موفق به تشکیل تیم مسابقه‌ای اسکودریا فراری شد. او یکی از اعضای تیم مسابقه‌ای آلفا رومئو بود، که سپس در سال ۱۹۳۹ از این تیم جدا شد.

## نگارخانه

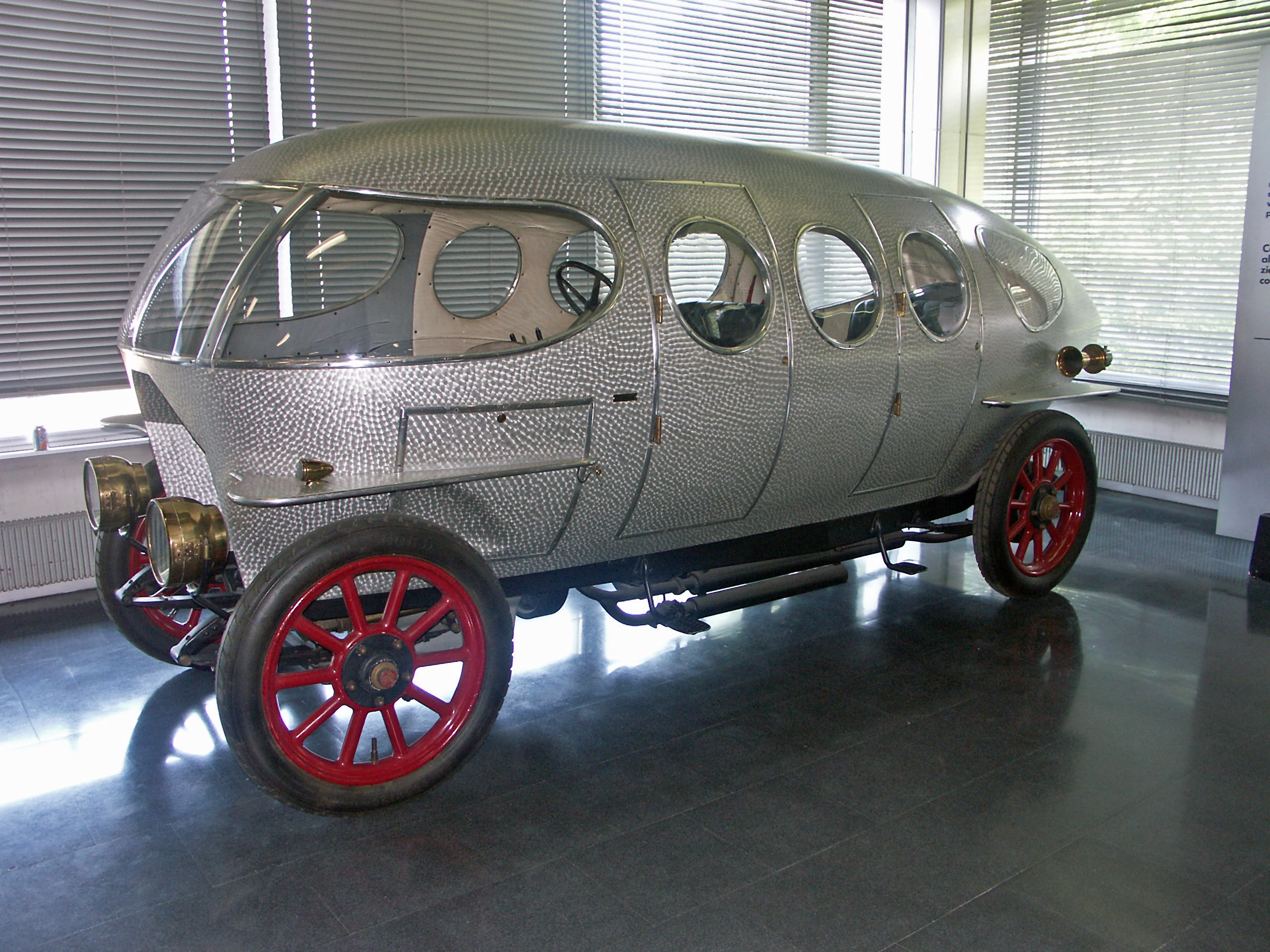
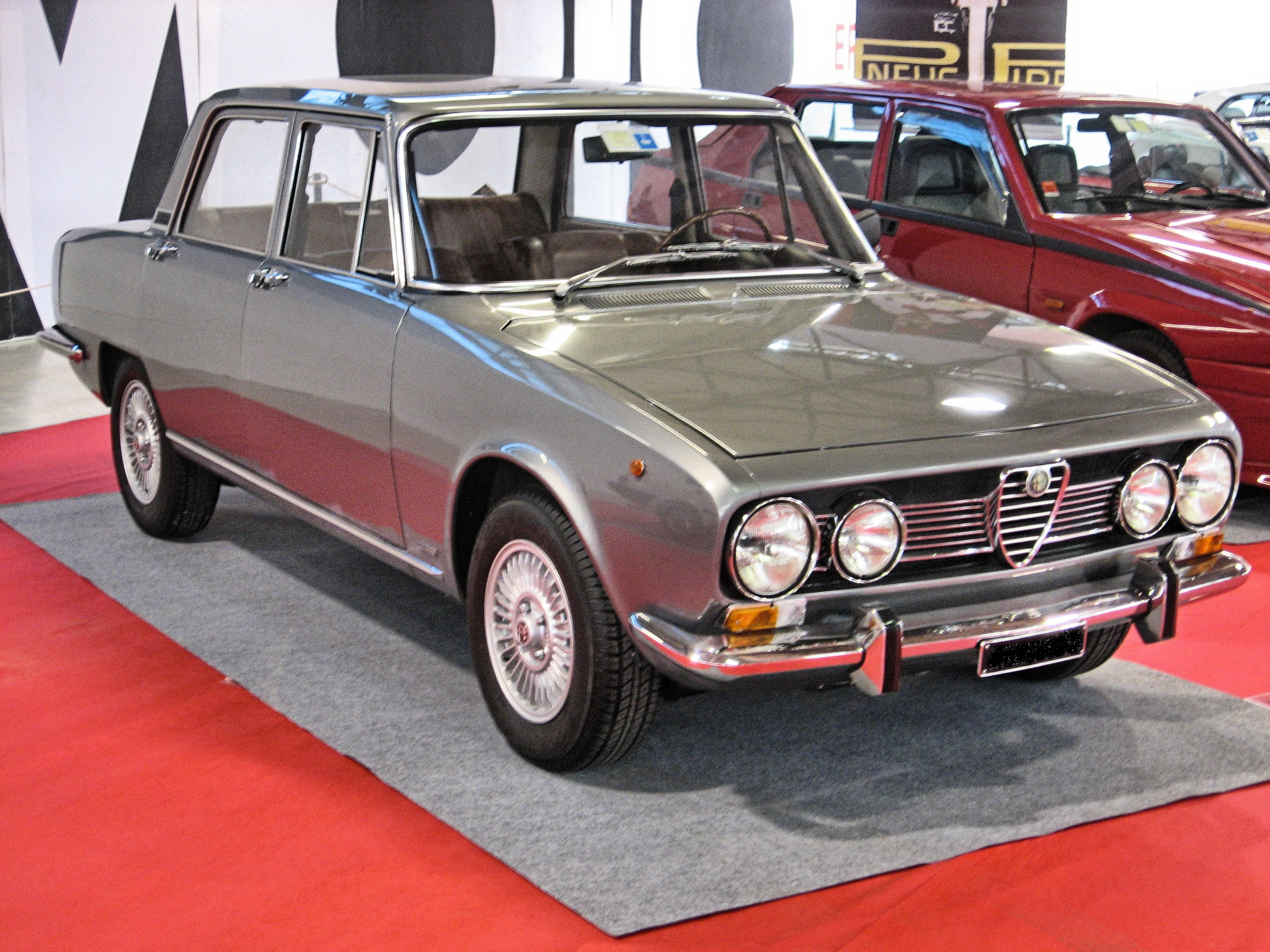
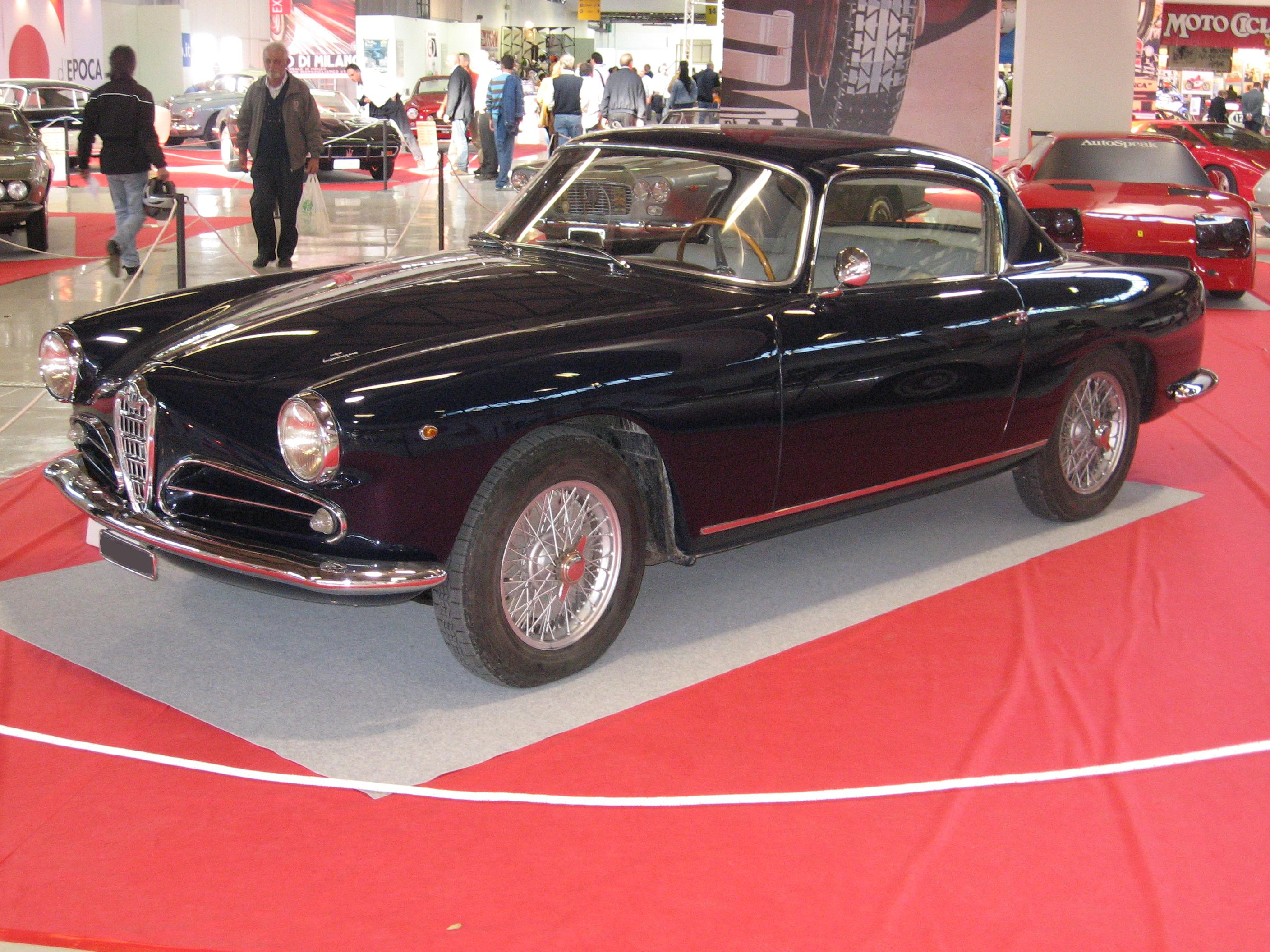
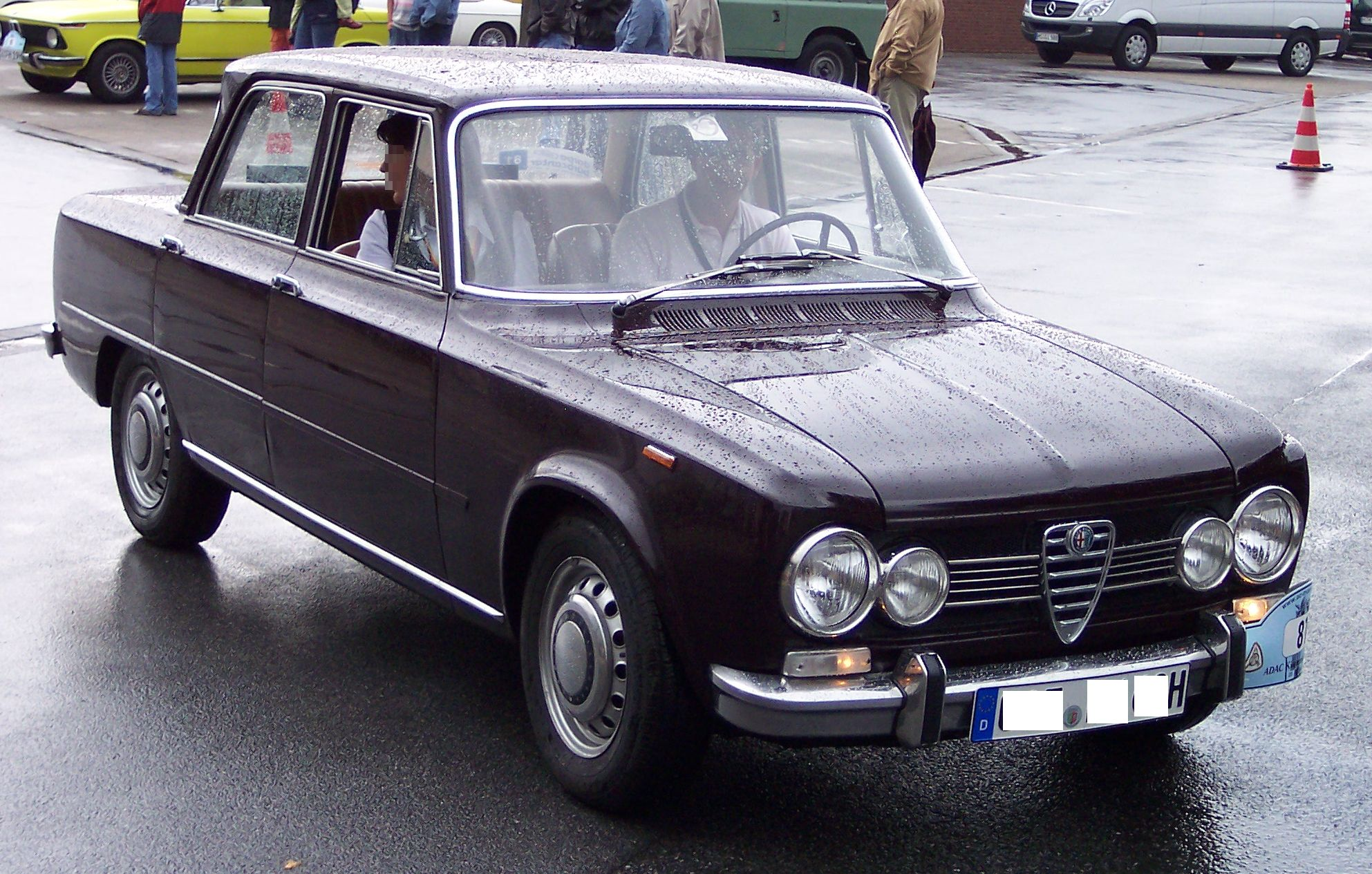
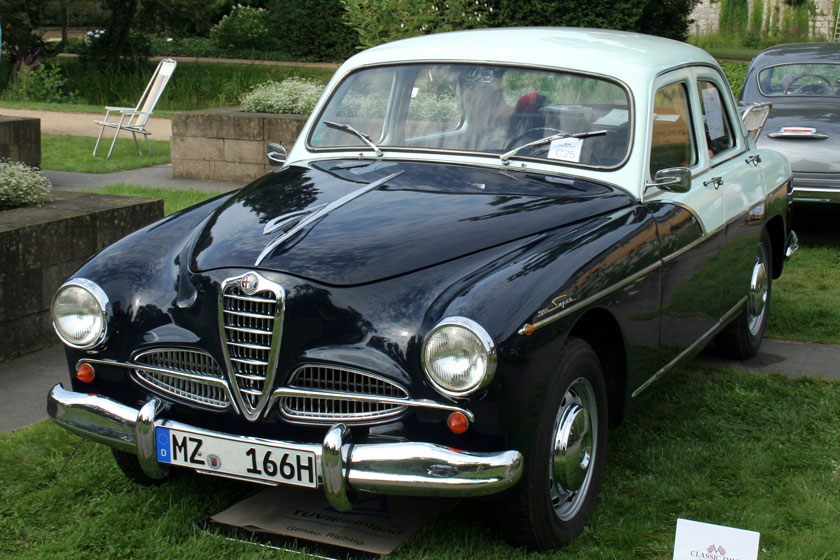
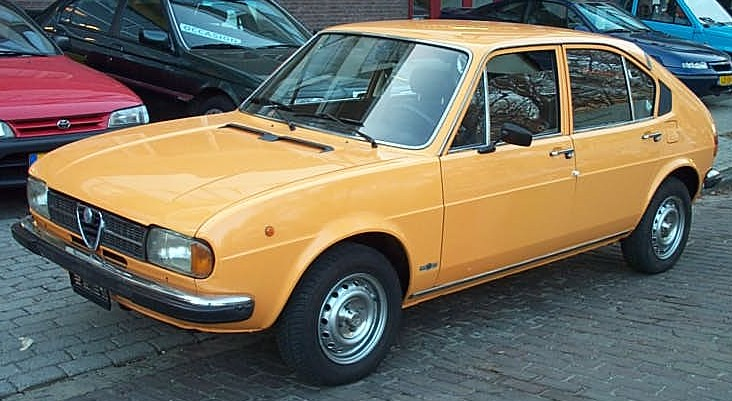
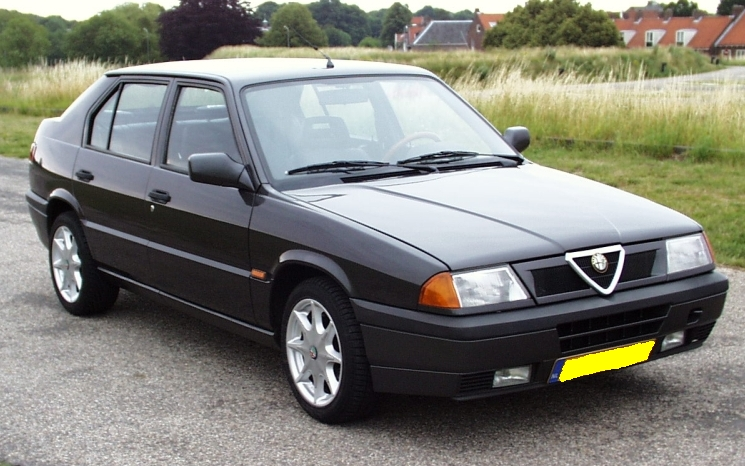
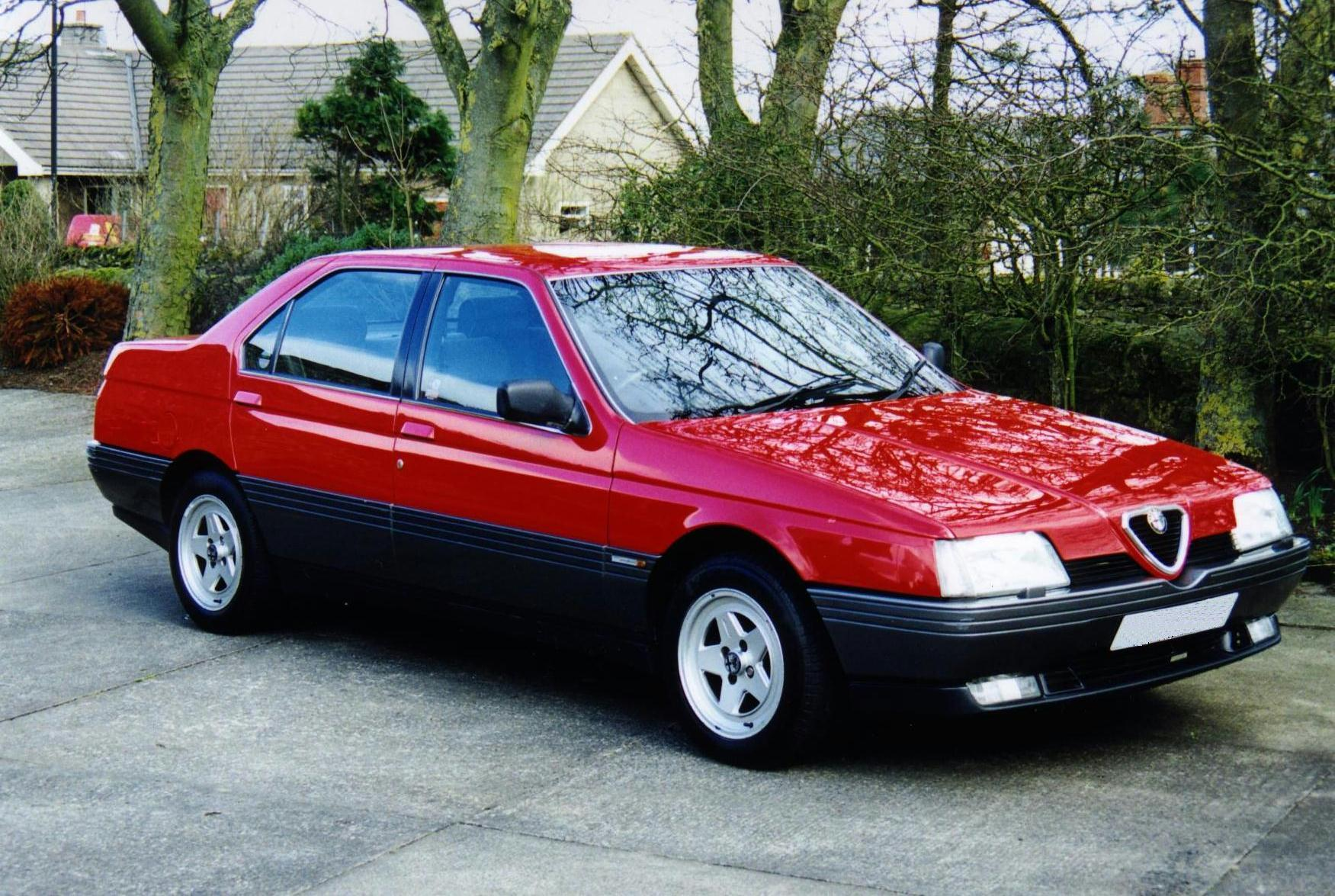
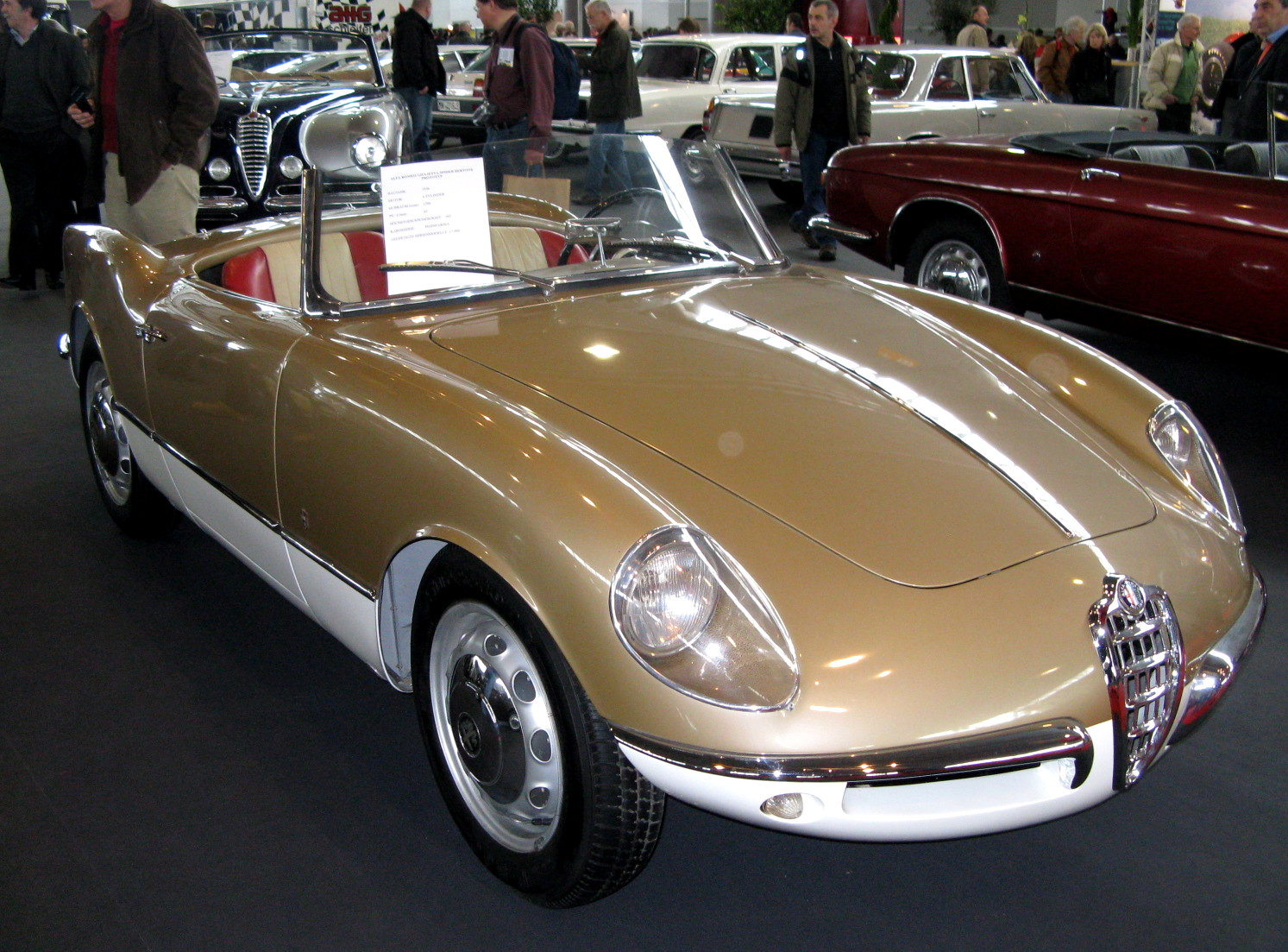
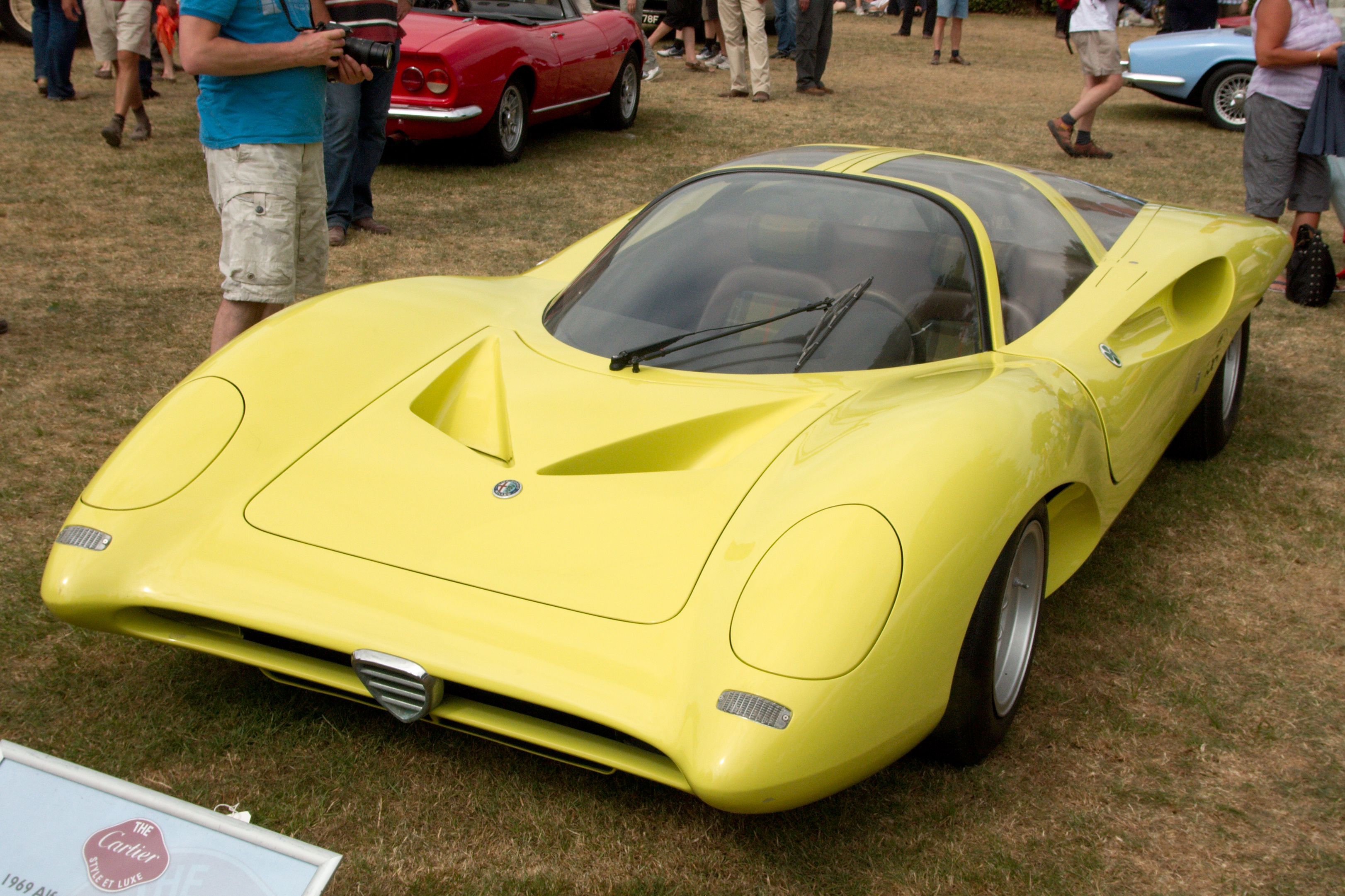
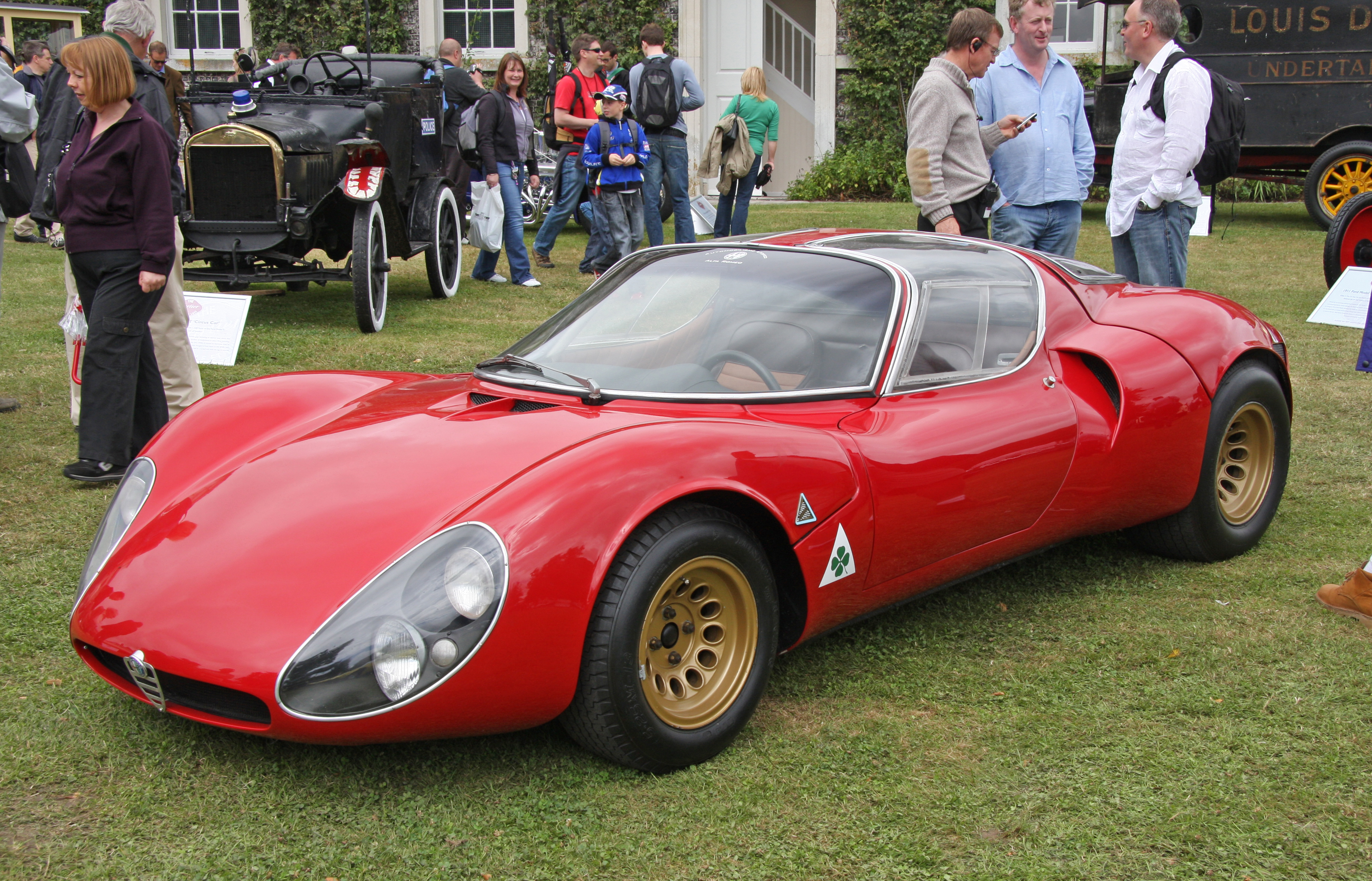
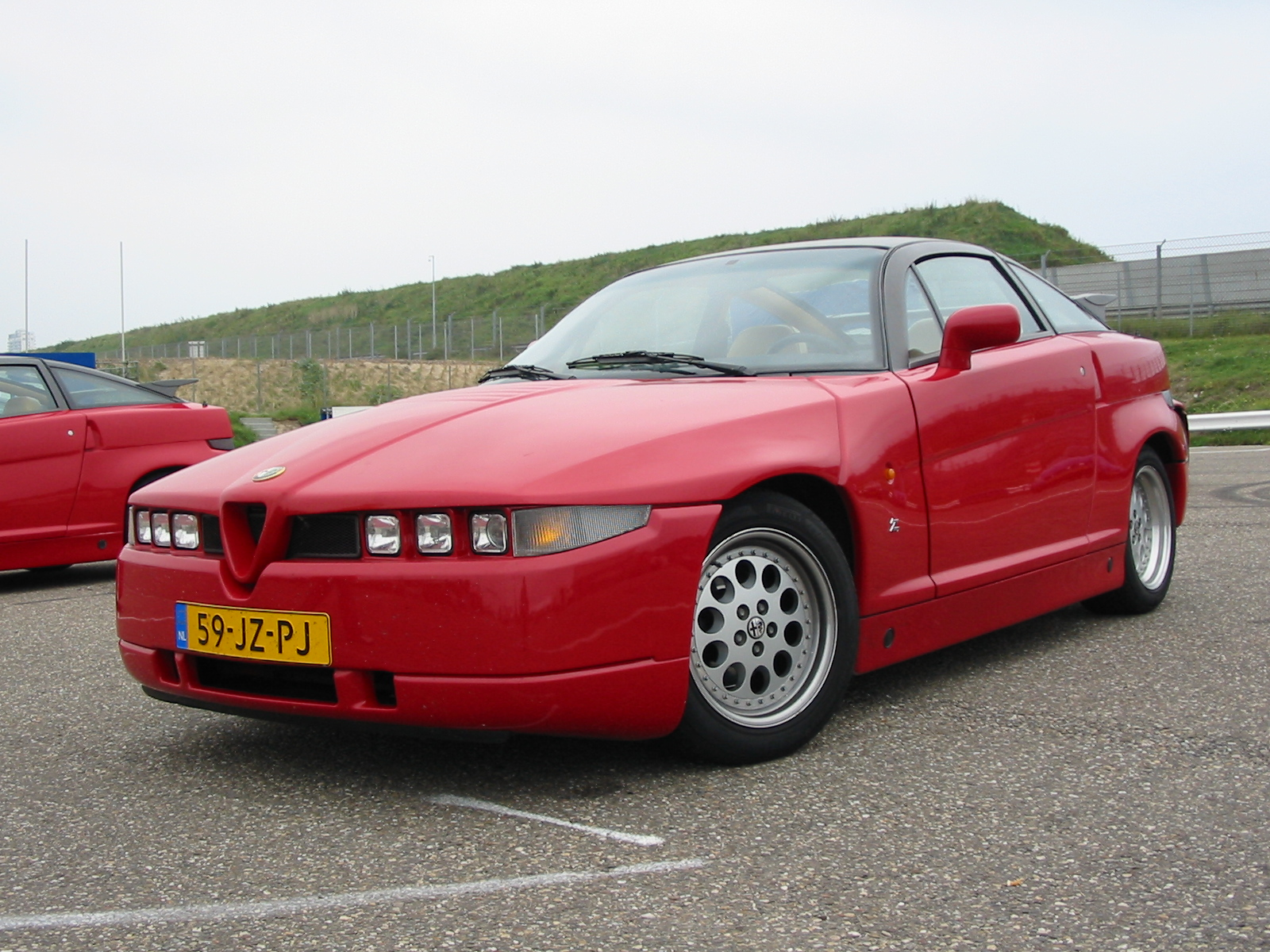
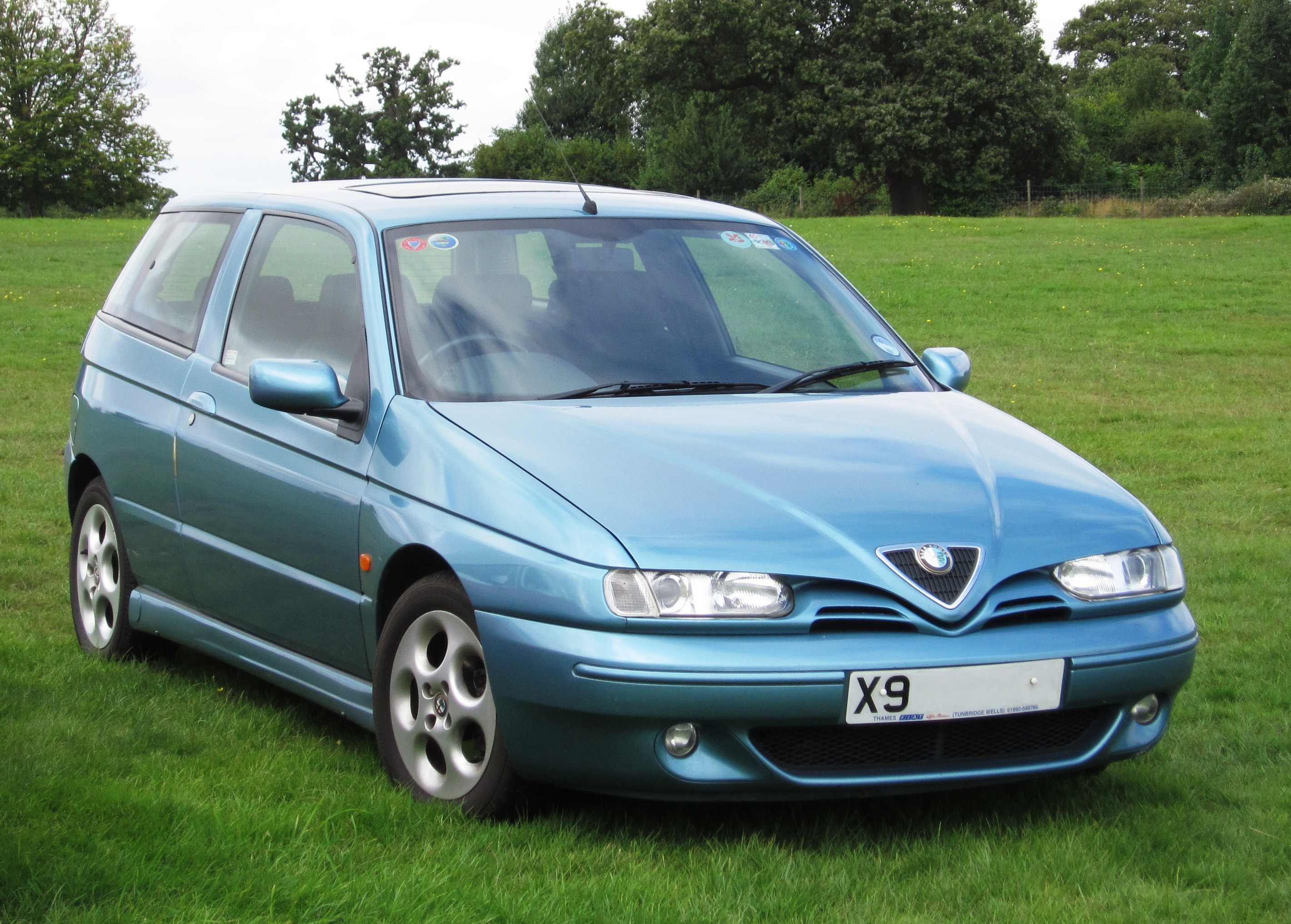
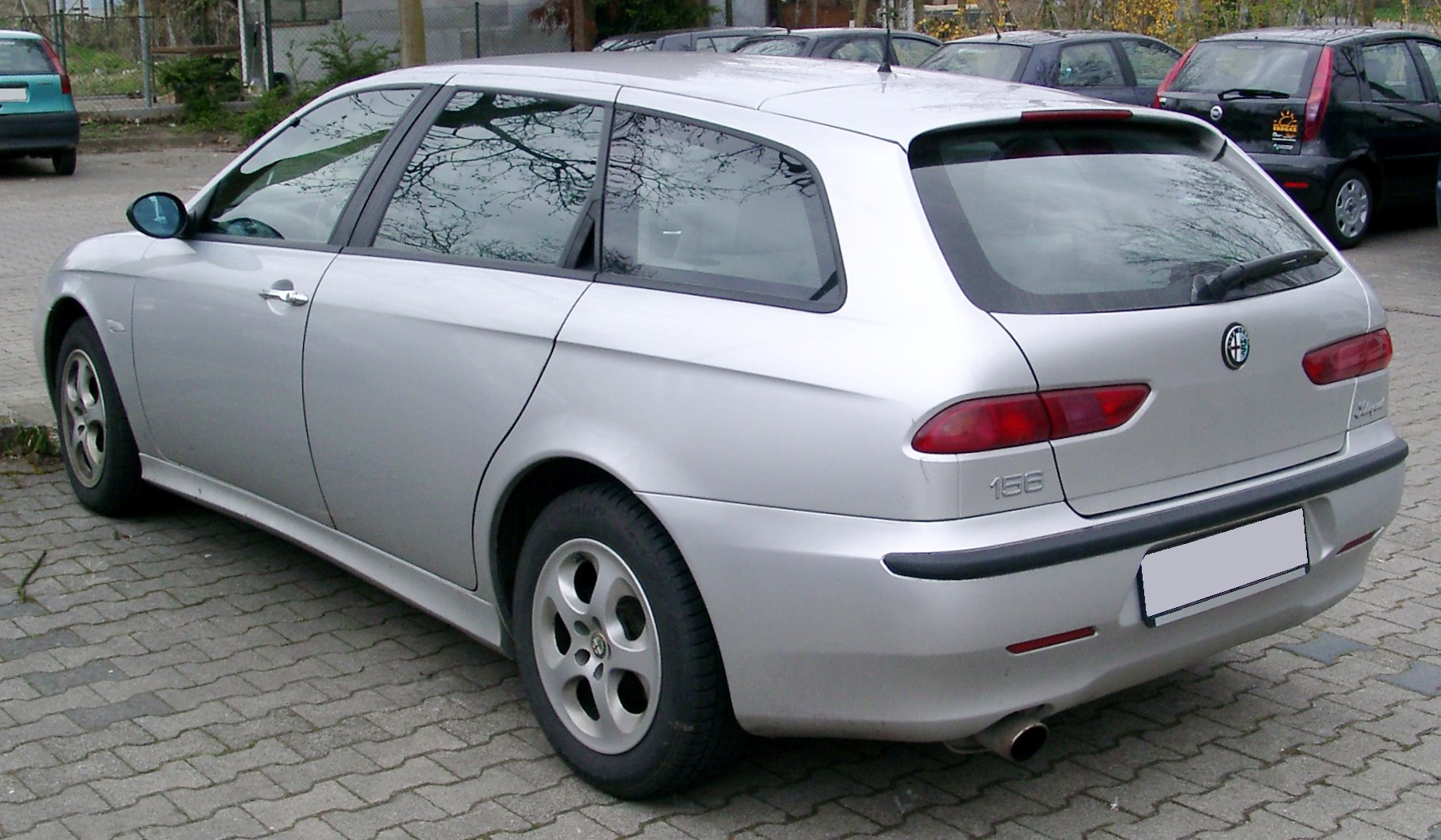
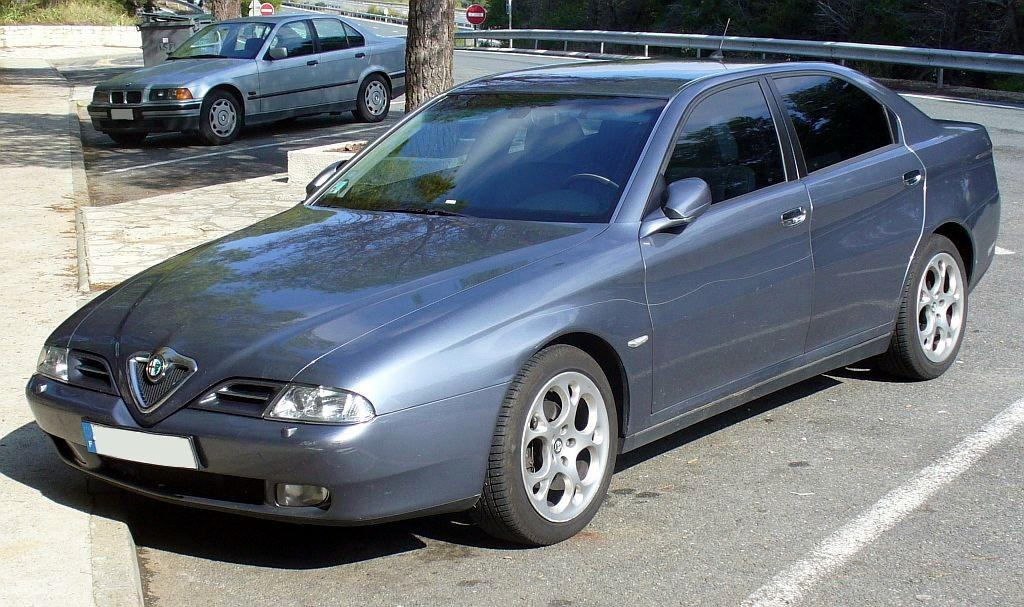
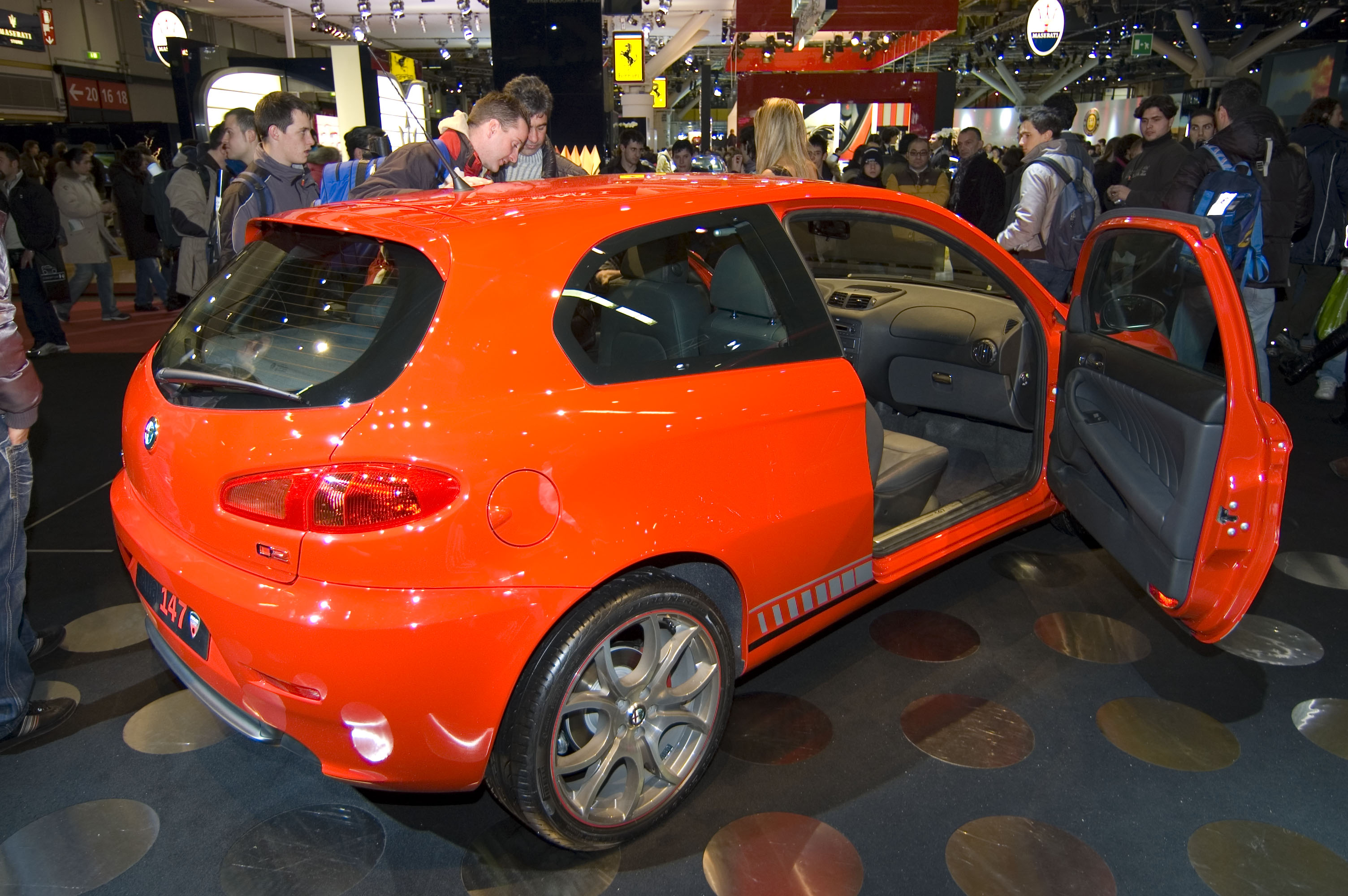
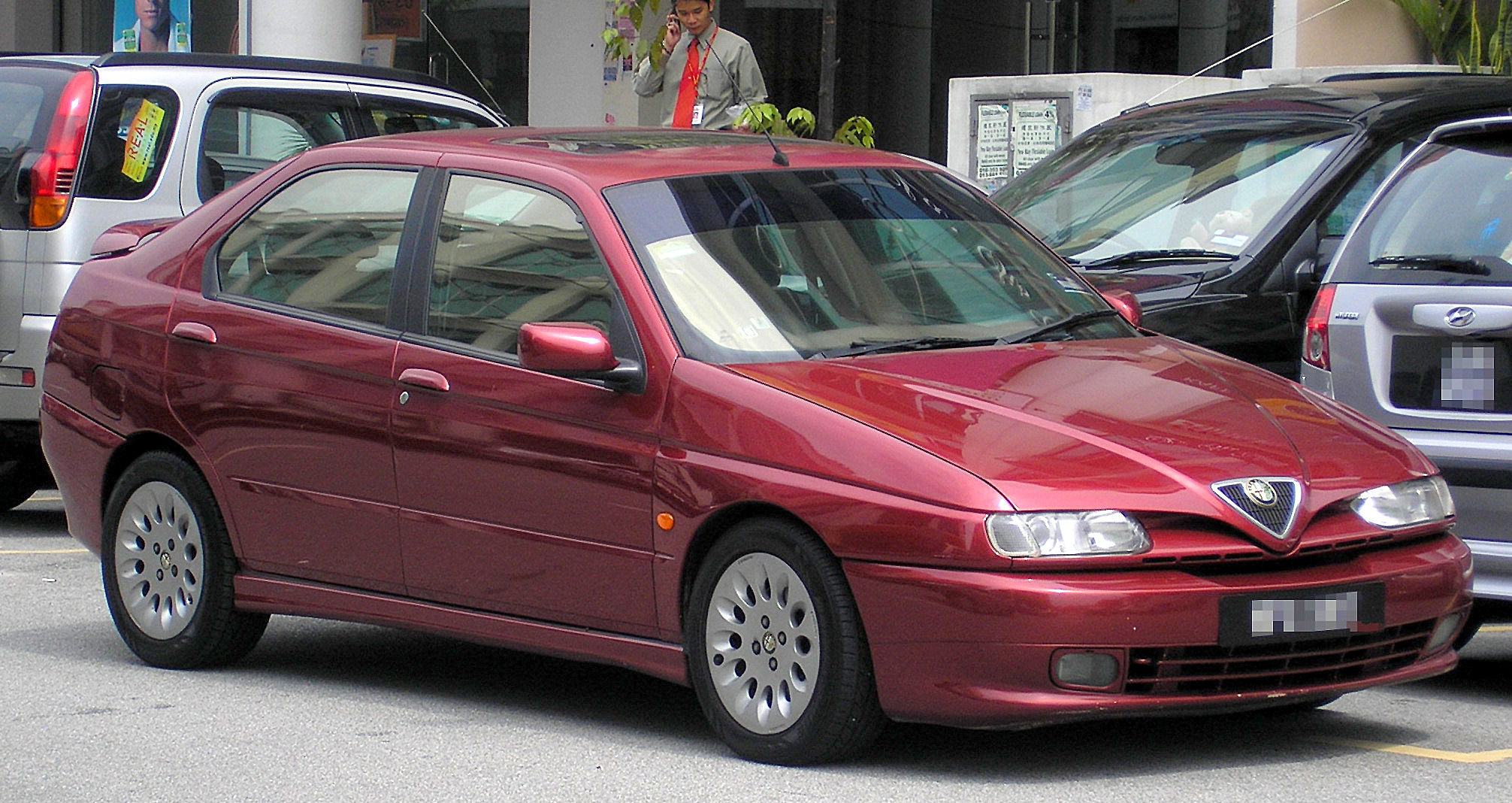
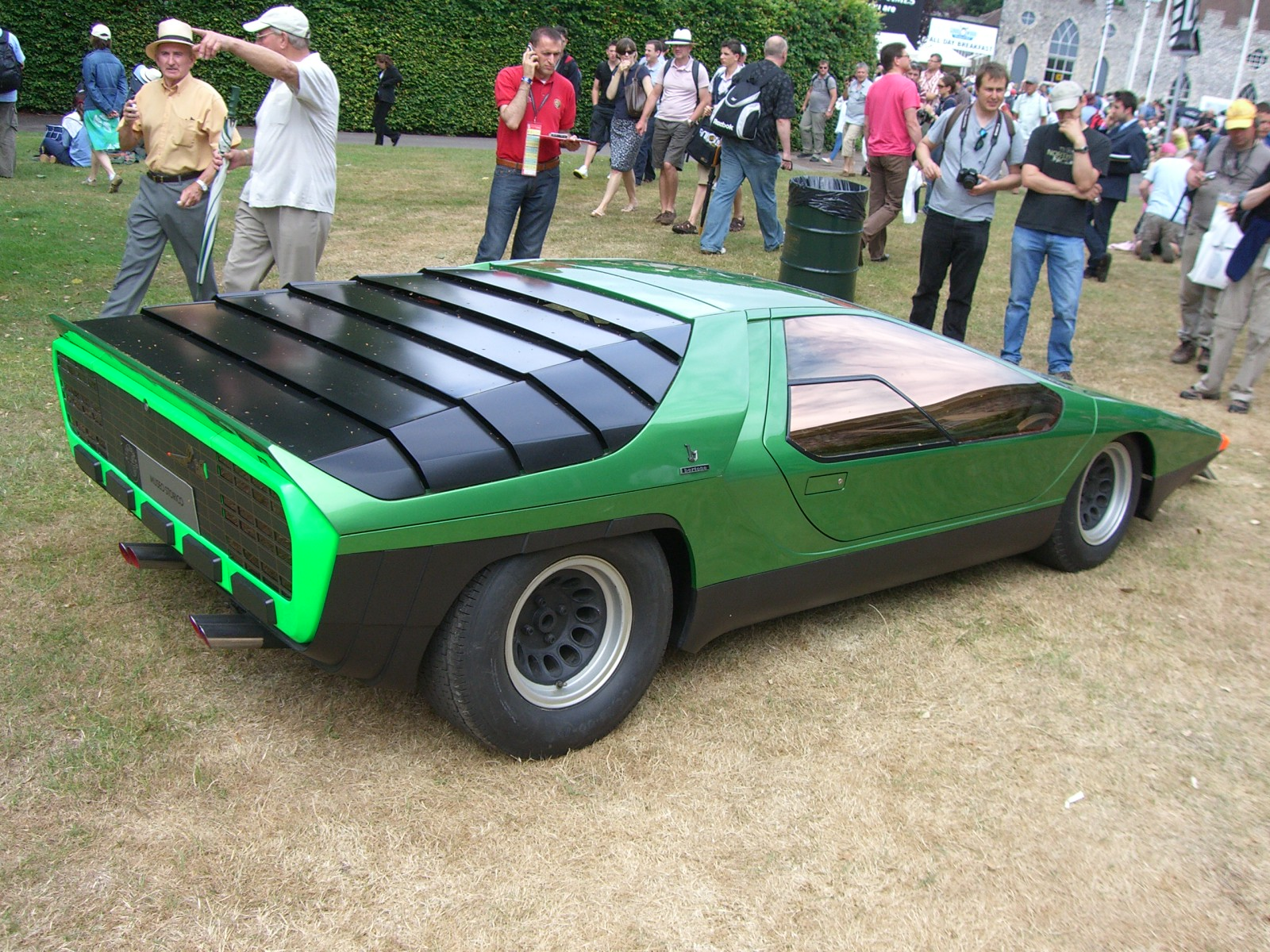
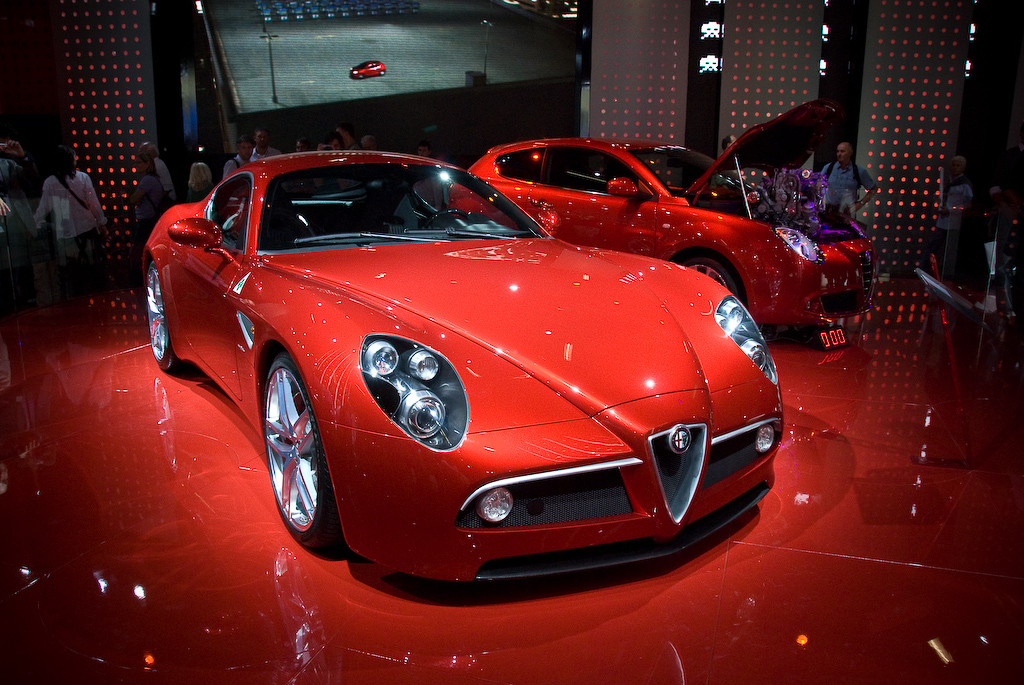
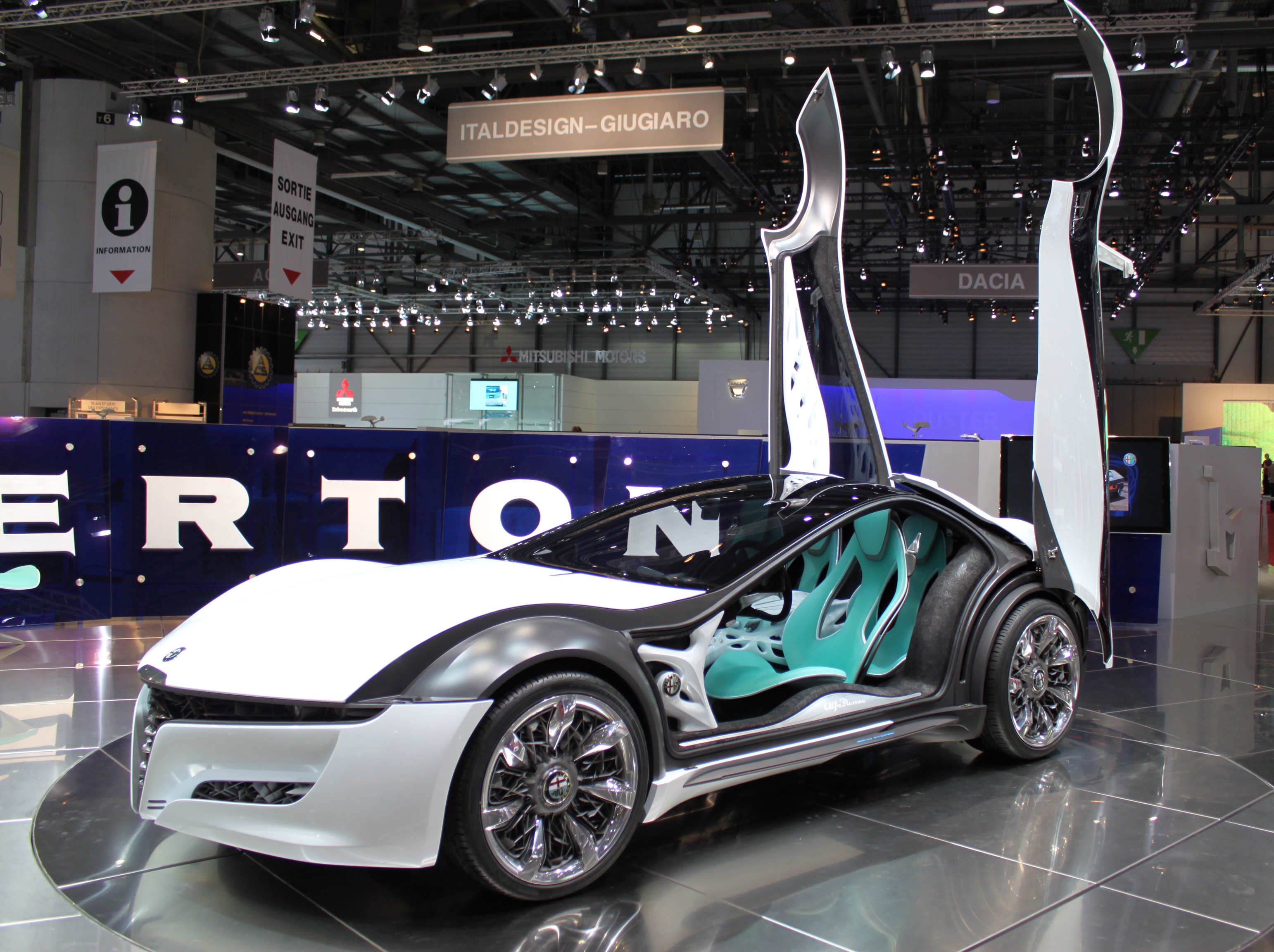
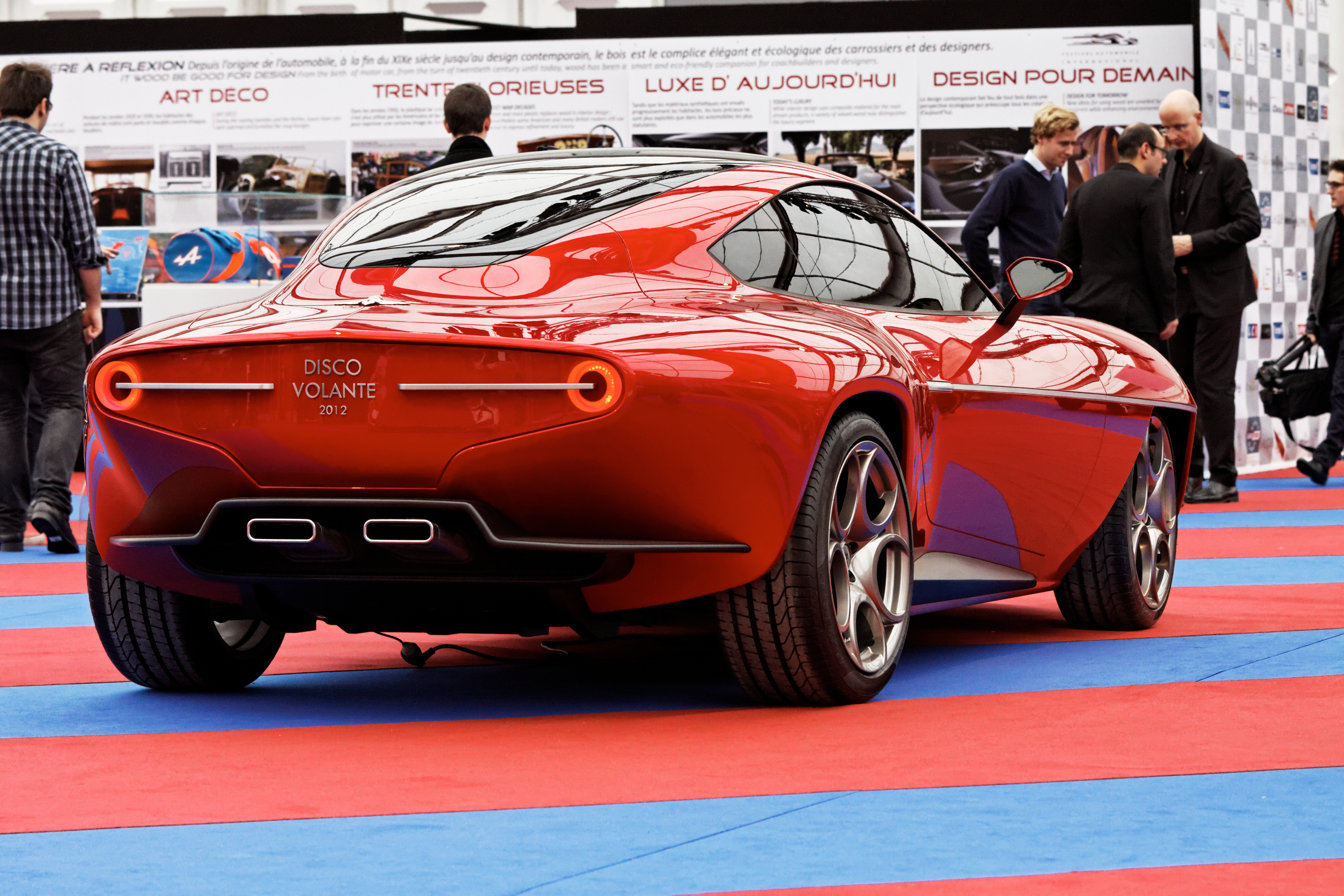